# Black Head (Grahamland)
Black Head (in Argentinien Cabo Morro Negro ‚Kap Schwarze Nase‘, in Chile Cabo Black) ist eine Landspitze aus dunklem Gestein an der Graham-Küste des Grahamlands auf der Antarktischen Halbinsel. Das Kap markiert am nordwestlichen Ende der Strescher-Halbinsel die südliche Begrenzung der Holtedahl Bay.
Teilnehmer der British Grahamland Expedition (1934–1937) unter der Leitung des australischen Polarforschers John Rymill nahmen eine Kartierung vor und gaben dem Kap seinen deskriptiven Namen.